# Xeuilley
Xeuilley é uma comuna francesa na região administrativa de Grande Leste, no departamento de Meurthe-et-Moselle. Estende-se por uma área de 7,37 km². Em 2010 a comuna tinha 968 habitantes (densidade: 131,3 hab./km²).